# Акънджии
Акънджиите (на турски: akıncı, мн.ч. akıncılar) в ранната история на Османската империя са нередовни части от османската армия - леки и бързи конни отряди. Включват се във военните походи, водени от стремежа за плячка.
Макар и зле въоръжени и без военен опит, с числеността си допринасят за нарастване на военната мощ на османската войска. Най-често са използвани за опустошителни набези на някоя област, която султанът се готвел да завладее.
По-късно се превръщат в помощен корпус към турската армия, като просъществуват до края на XVI – началото на XVII век.
Искендер е известен акънджия от времето на султан Ахмед I. Нередовният войник спасява съпругата на падишаха – Кьосем Султан, от опит за покушение. 
Според някои изследователи акънджиите оформят нови провинциални елити и влиятелни династии от акънджийски предводители. Членовете на акънджийските семейства притежават и директно администрират значим дял от българските земи през целия период на османското владичество. Влиянието на тези могъщи семейства далеч надхвърля османския период и техни членове намират присъствие в Учредителното събрание в Търново, а впоследствие са сред официалните лица, назначени от Османската империя във вакъфските комисии в Третата българска държава.